# Rami Malek
Rami Said Malek (em árabe: رامي سعيد مالك; Los Angeles, 12 de maio de 1981) é um ator norte-americano. Filho de pais de origem egípcia copta, nascido e criado em Los Angeles, Malek começou sua carreira de ator com papéis coadjuvantes no cinema e na televisão, incluindo nas séries The War at Home (2005-2007),  The Pacific (2010) e na trilogia de filmes Night at the Museum (2006-2014). Também dublou para televisão e videogames, assim como fez captura de movimento para este último.
Seu papel de destaque foi o do hacker Elliot Alderson, na série Mr. Robot, pela qual recebeu vários elogios, incluindo o prêmio Primetime Emmy de Melhor Ator em Série Dramática de 2016. Em 2018, ele interpretou Freddie Mercury no filme biográfico Bohemian Rhapsody, pelo qual ele ganhou vários prêmios, incluindo os BAFTA, Globo de Ouro, Screen Actors Guild e Oscar de Melhor Ator, tornando-se o primeiro ator de origem egípcia a ganhá-lo.

## Biografia
Malek nasceu em Los Angeles, em 12 de maio de 1981, com pais imigrantes egípcios, Said Malek e Nelly Abdel-Malek. Ele disse que também é "um oitavo grego". Seus pais deixaram o Cairo em 1978, depois que seu pai, um guia de turismo, ficou intrigado com os visitantes ocidentais. Eles se estabeleceram em Sherman Oaks, Los Angeles, principalmente em San Fernando Valley e raramente se aventurando em Hollywood. Seu pai é vendedor, sua mãe uma contadora. Malek foi criado na fé cristã copta ortodoxa de sua família e cresceu falando árabe egípcio coloquial em casa até a idade de quatro anos. Malek tem um irmão gêmeo idêntico chamado Sami, que é mais jovem em quatro minutos; ele é professor de ESL e inglês. A irmã mais velha de Malk, Yasmine, é médica de ER. Seus pais enfatizaram para seus filhos a importância de preservar suas raízes egípcias, e seu pai acordava seu filho no meio da noite para conversar com sua família extensa que falava árabe em sua cidade natal, Samalut, no Egito.
Como um americano de primeira geração, Malek achou difícil assimilar quando criança por causa de diferenças culturais, mesmo passando a maior parte de sua infância tendo seu nome mal pronunciado: "Só me levou até o colegial, onde encontrei a confiança para dizer a todos, não , meu nome é Rami, é uma coisa muito preocupante de se pensar, que eu não tenho confiança para corrigir ninguém naquele momento ". Como resultado, ele disse que era difícil formar uma auto-identidade quando criança e gravitar em torno de "criar personagens e fazer vozes" enquanto procurava uma saída para essa energia. Ele frequentou a Notre Dame High School, e estava na mesma classe que a atriz Rachel Bilson. Kirsten Dunst, que é um ano mais nova, também frequentou a escola, e os dois compartilharam uma aula de teatro musical. Seus pais nutriam sonhos de ele se tornar um advogado, então ele se juntou à equipe de debate. Embora ele tenha lutado para formar argumentos, seu professor de debate notou seu talento na interpretação dramática e encorajou-o a fazer o jogo de um homem Zooman e The Sign em uma competição. Refletindo sobre o momento, ele disse: "No palco eu estou tendo esse momento com meu pai com um monte de outras pessoas [na plateia], mas então eu pensei, uau, algo realmente especial está acontecendo aqui". Foi a primeira vez que ele viu seu pai chorar, e a reação positiva de seus pais a seu desempenho deixou-o livre para seguir uma carreira de ator.
Depois de se formar em 1999,  estudou teatro na Universidade de Evansville, em Evansville, Indiana, onde recebeu seu diploma de Bacharel em Belas Artes em 2003. O colégio mais tarde homenageou Malek com um Prêmio de Jovens ex-alunos de 2017, "dado àqueles que alcançaram sucesso pessoal e contribuem com serviços para sua comunidade e para a UE".

## Carreira
Em 2004, Malek conseguiu um pequeno papel como 'Andy' na 4.ª temporada de Gilmore Girls e apareceu em dois episódios da série. Ele também é conhecido por seu papel recorrente como 'Kenny' na sitcom americana The War at Home, aparecendo em 21 dos 44 episódios, até que foi cancelada depois de apenas duas temporadas. No entanto, em 2006, conseguiu o papel em seu primeiro filme 'Night at the Museum', interpretando o Faraó Ahkemenrah, onde adotou um sotaque inglês para o papel. Mais tarde ele repetiu seu papel, em 2009, em Night at the Museum: Battle of the Smithsonian.
Entre estes dois filmes, esteve no palco teatral, na primavera de 2007, para a Produção Vilality de Keith Bunin The Credeaux Canvas fazendo o papel de "Jamie" no Teatro Elefante em Los Angeles.
Em 2010, Malek participou da minissérie The Pacific, exibida pela HBO, onde o mesmo interpretou Merriell A. "Snafu" Shelton, um fuzileiro naval dos Estados Unidos, que lutou na Guerra do Pacífico, durante a Segunda Guerra Mundial.
Em 2011, Malek estrelou em Larry Crowne, ao lado de Tom Hanks, como "Steve Dibiasi" e como um oficial de relógio no filme Battleship lançado em DVD em agosto no final de 2012. Em 2012, estrelou a primeira temporada de Alcatraz, como "Webb Porter" em um episódio. Também foi a voz de "Tahno" em três episódios da série da Nickelodeon The Legend of Korra.

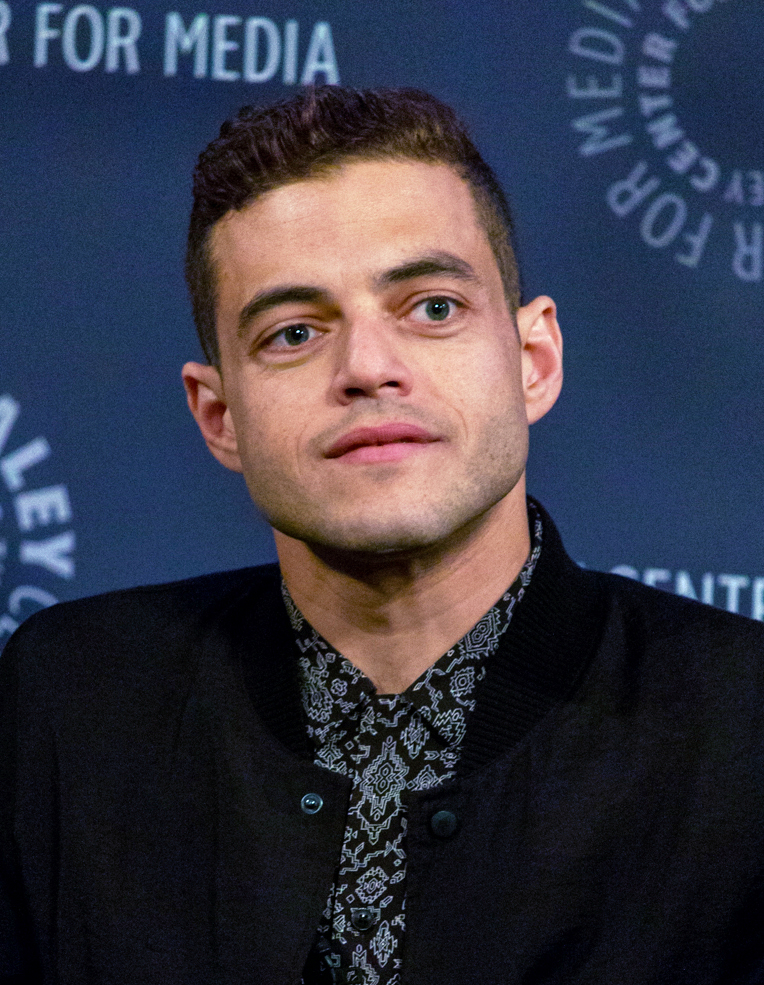
Malek no Paley Fest de Nova York em 2015.

Participou do filme de Paul Thomas Anderson, The Master, onde interpretou "Clark", genro de "Lancast Dodd", que foi aclamado pela crítica por sua visão sobre os cultos de Cientologia. Malek também estrelou da saga Twilight: Amanhecer Parte 2.
Ele também terminou de filmar em película de David Lowery "Amor Fora da Lei", onde ele interpreta 'Will'. O filme é sobre dois bandidos que estão sempre em fuga da lei, até que Bob é enviado para a prisão, quatro anos depois, ele é pena, ele escapa e sai para se reunir com sua esposa e filha, o filme estreou no Festival de Sundance no dia 20 de janeiro de 2013.
Em janeiro de 2013, foi anunciado que Malek estaria na adaptação cinematográfica do popular jogo 'Need For Speed' - ele deu vida ao mecânico Finn e recebeu criticas positivas pelo papel, principalmente do público feminino. Em 2016, fez o filme Buster's Mal Heart, no qual interpreta um homem que, perturbado, foge das autoridades e relembra eventos misteriosos na sua vida.
Interpretou o protagonista "Elliot", na série de televisão americana Mr. Robot. Em 18 de Setembro de 2016, conquistou o Emmy por melhor ator da mesma série (Mr. Robot).
Rami Malek foi escolhido para interpretar o cantor Freddie Mercury no drama biográfico Bohemian Rhapsody, da banda Queen, substituindo o ator e comediante Sacha Baron Cohen. Pelo papel, o ator conquistou o BAFTA, Globo de Ouro, Screen Actors Guild e Oscar de Melhor Ator.Em dezembro de 2018, foi anunciado que Malek iria produzir e estrelar um podcast de oito episódios chamado Blackout . Scott Conroy foi o escritor do podcast, um thriller sobre um DJ de rádio de uma pequena cidade que deve "lutar para proteger sua família e comunidade de um ataque coordenado que destrói a rede elétrica e subverte a civilização moderna".  O podcast estreou com dois episódios em 19 de março de 2019, com seis episódios subsequentes estreando semanalmente.  Ele ganhou o 2020 Webby Award de Melhor Podcast com Script (Ficção). Malek também dublou um gorila em Dolittle , estrelado por Robert Downey Jr .; o filme foi produzido em 2018 e lançado em janeiro de 2020.

#### Vida pessoal
Desde novembro de 2018 o ator está em um relacionamento com a sua colega de elenco, Lucy Boynton. Malek confirmou o relacionamento com a atriz durante o seu discurso feito na cerimônia do prêmio Palm Springs Film Festival como Melhor Ator em Janeiro de 2019.

## Filmografia

### Cinema
| Ano  | Filme                                          | Papel                  | Notas                |
| ---- | ---------------------------------------------- | ---------------------- | -------------------- |
| 2006 | Night at the Museum                            | Faraó Ahkmenrah        |                      |
| 2009 | Night at the Museum: Battle of the Smithsonian | Faraó Ahkmenrah        |                      |
| 2011 | Larry Crowne                                   | Steve Dibiasi          |                      |
| 2012 | Battleship                                     | Lt. Hill               |                      |
| 2012 | A Saga Crepúsculo: Amanhecer - Parte 2         | Benjamin               |                      |
| 2012 | The Master                                     | Clark                  |                      |
| 2013 | Ain't Them Bodies Saints                       | Will                   |                      |
| 2013 | Short Term 12                                  | Nate                   |                      |
| 2013 | Oldboy                                         | Browning               | Cenas deletadas      |
| 2014 | Need For Speed                                 | Finn                   |                      |
| 2014 | Night at the Museum: Secret of the Tomb        | Faraó Ahkmenrah        |                      |
| 2014 | Da Sweet Blood of Jesus                        | Seneschal Higginbottom |                      |
| 2016 | Project X                                      | Co-narrador            | Curta-metragem       |
| 2016 | Buster's Mal Heart                             | Jonah / Buster         |                      |
| 2017 | Papillon                                       | Louis Dega             |                      |
| 2018 | Bohemian Rhapsody                              | Freddie Mercury        | Oscar de melhor ator |
| 2020 | The Voyage of Doctor Dolittle                  | Chee-Chee (voz)        |                      |
| 2021 | 007 - Sem Tempo para Morrer                    | Safin                  | Pós-produção         |
| 2021 | The Little Things                              | Detetive Baxter        | Pós-produção         |
| 2023 | Oppenheimer                                    | David Hill             |                      |

### Televisão
| Ano       | Programa            | Papel                       | Notas        |
| --------- | ------------------- | --------------------------- | ------------ |
| 2004      | Gilmore Girls       | Andy                        | 1 episódio   |
| 2005      | Over There          | Hassan                      | 2 episódios  |
| 2005      | Medium              | Timothy Kercher             | 1 episódio   |
| 2005–2007 | The War at Home     | Kenny                       | 21 episódios |
| 2010      | 24                  | Marcos Al-Zacar             | 3 episódios  |
| 2010      | The Pacific         | Merriell A. "Snafu" Shelton | 6 episódios  |
| 2012      | Alcatraz            | Webb Porter                 | 1 episódio   |
| 2012      | The Legend of Korra | Tahno (voz)                 | 3 episódios  |
| 2015–2019 | Mr. Robot           | Elliot                      | Principal    |
| 2017      | BoJack Horseman     | Flip McVicker (voz)         | 2 episódios  |

### Jogos
| Ano  | Título              | Papel                    | Notas                       |
| ---- | ------------------- | ------------------------ | --------------------------- |
| 2002 | Halo 2              | Vozes adicionais         | Não creditado               |
| 2014 | The Legend of Korra | Tahno                    |                             |
| 2015 | Until Dawn          | Joshua "Josh" Washington | Voz e captura de movimentos |

Podcasts
| Ano  | Título   | Dublagem       | Notas           | Ref.   |
| ---- | -------- | -------------- | --------------- | ------ |
| 2019 | Blackout | DJ Simon Itani | Também produtor | [ 13 ] |

## Prêmios e Indicações

#### Óscar
| Ano  | Categoria   | Indicação         | Notas  |
| ---- | ----------- | ----------------- | ------ |
| 2019 | Melhor Ator | Bohemian Rhapsody | Venceu |

#### Emmy
| Ano  | Categoria                      | Indicação | Notas  |
| ---- | ------------------------------ | --------- | ------ |
| 2016 | Melhor Ator em Série Dramática | Mr. Robot | Venceu |

#### Globo de Ouro
| Ano  | Categoria                      | Indicação         | Notas    |
| ---- | ------------------------------ | ----------------- | -------- |
| 2016 | Melhor Ator em Série Dramática | Mr. Robot         | Indicado |
| 2017 | Melhor Ator em Série Dramática | Mr. Robot         | Indicado |
| 2019 | Melhor Ator em Filme Dramático | Bohemian Rhapsody | Venceu   |
| 2020 | Melhor Ator em Série Dramática | Mr. Robot         | Indicado |

#### BAFTA
| Ano  | Categoria   | Indicação         | Notas  |
| ---- | ----------- | ----------------- | ------ |
| 2019 | Melhor Ator | Bohemian Rhapsody | Venceu |

#### SAG Awards
| Ano  | Categoria                      | Indicação         | Notas    |
| ---- | ------------------------------ | ----------------- | -------- |
| 2016 | Melhor Ator em Série Dramática | Mr. Robot         | Indicado |
| 2017 | Melhor Ator em Série Dramática | Mr. Robot         | Indicado |
| 2019 | Melhor Ator Principal          | Bohemian Rhapsody | Venceu   |
| 2019 | Melhor Elenco em Cinema        | Bohemian Rhapsody | Indicado |